# أوهاد نجيماه
أوهاد نجيماه (من مواليد 16 مارس 1976) هو ضابط في الجيش الإسرائيلي برتبة عميد، قائد سلاح المدرعات الحابي. وكان سابقا قائد اللواء 401 مدرع  ، وقائد لواء القبضة الحديدية وقائد الكتيبة التاسعة في اللواء 401 .

## السيرة الذاتية
مع التحاقه بالجيش تم تكليف نجيماه في اللواء 500 في سلاح المدرعات، وتم تدريبه كمقاتل، ودورة لقادة دبابات ودورة ضباط، وعمل كمعلم لدورة قائد دبابة، وقائد فصيلة في اللواء 500 وضابط تدريب بدورة لقادة الدبابات. بعد الدورة عمل كتيبة سرية من مارس 1998 تناوب في الكتيبة 433 من اللواء 500 . ثم انتقل إلى قيادة السرية ج التابعة للكتيبة التي قاتل معها في قطاع الأمن. بعد الانتهاء من قائد فرقته تم تعيينه نائبا لقائد الكتيبة 433 وحدة 500، وحارب معها في أكتوبر 2000. شغل منصب رئيس مكتب قسم العمليات في عهد إسرائيل زيف وغادي ايزنكوت، وخلال حرب لبنان الثانية انضم إلى القتال مع الكتيبة 52 من اللواء 401 . بعد تخرجه من POM ، شغل منصب رئيس فرع المدرعات في مركز مالي للتدريب على الحرائق.
في عام 2008 تم تعيينه قائدًا للكتيبة التاسعة من اللواء 401  وقادها في الحرب على غزة 2008 . خدم لاحقًا كقائد للكتيبة 195 في اللواء 460  وقائد اللواء 205 "القبضة الحديدية". في منصبه التالي شغل منصب نائب قائد فرقة باشان. في يوليو 2016 عين قائدا للواء 401، ثم تولى قيادة كلية القيادة والأركان المشتركة، وفي 3 أكتوبر 2019 تم تعيينه قائدًا للمدرعات.

## وصلات خارجية
- تل زغرب وجيلي كوهين، «كان مجرد مثال على ذلك» ، في قالب:כ نوفمبر 2008، تم تحميل قاعدة البيانات باسم «جدول الجنود».
- יוחאי עופר, هجوم كبير من المحتمل أن يكون للجيش الإسرائيلي على السياج السوري